# تپه باستانی نمکلان
این تپه باستانی در موقعیت روستای نمکلان از توابع شهرستان ساوجبلاغ، بخش سعید آباد واقع گردیده است. ارتفاع تقریبی این تپه حدودا ۲ متر است که در اثر فرسایش طبیعی ارتفاع آن کم شده‌است. محوطه تپه شامل سفال‌هایی بدون نقش و ساده و سفال‌های لعابدار با لعاب سبز و آبی رنگ دوره اسلامی است. کشفیات گذشته حاکی از وجود این منطقه به عنوان منطقه مسکونی است.